# Efeito Baldwin
O efeito Baldwin, também conhecido como evolução baldwiniana ou ontogenética é uma teoria evolutiva proposta pelo psicólogo norte-americano James Mark Baldwin. Segundo as ideias de Baldwin, esse efeito se baseia nas vantagens evolutivas proporcionadas pela capacidade de um organismo de aprender novos comportamentos. Trata-se, essencialmente, de um mecanismo para a seleção de habilidades de aprendizagem, cuja manifestação altera o sucesso evolutivo de uma determinada espécie, tendo amplo efeito em sua composição genética. 
Esse efeito foi proposto inicialmente em 1896 pelo pesquisador que dá nome ao efeito em seu artigo "A New Factor in Evolution". James Mark Baldwin posteriormente usou novamente o termo em seu artigo “Organic Selection”.  O termo “efeito Baldwin”, no entanto, foi usado pela primeira vez apenas em 1953, pelo paleontologista americano George Gaylord Simpson. 
Em seus escritos, Baldwin propõe que os descendentes de uma espécie tenderiam a desenvolver uma maior capacidade de aprendizado de novas habilidades, uma vez que as habilidades aprendidas conferem vantagens evolutivas. Indivíduos com capacidade cognitiva mais desenvolvida são favorecidos evolutivamente, pois, ao invés de depender apenas de habilidades codificadas geneticamente, apresentam maior flexibilidade comportamental. Além disso, essa capacidade de aprendizado irá impactar diretamente seu sucesso reprodutivo e, portanto, essa capacidade de aprendizado será, ao longo do tempo, incorporada ao genótipo por ação da seleção natural. Dessa forma, as gerações subsequentes manifestariam o comportamento sem a necessidade de pressões ambientais, tornando os comportamentos anteriormente aprendidos em comportamentos inatos.

### Comprovação do Efeito Baldwin
Muitas incertezas e controvérsias seguiram o surgimento das teorias de Baldwin. Apesar de dialogar com o pensamento da época de sua criação e ter sido promovido como parte da síntese evolutiva moderna, o conceito foi ainda muito negligenciado por evolucionistas. As principais críticas se relacionavam ao fato de que o fenômeno era raro e dificilmente poderia ser comprovado. 

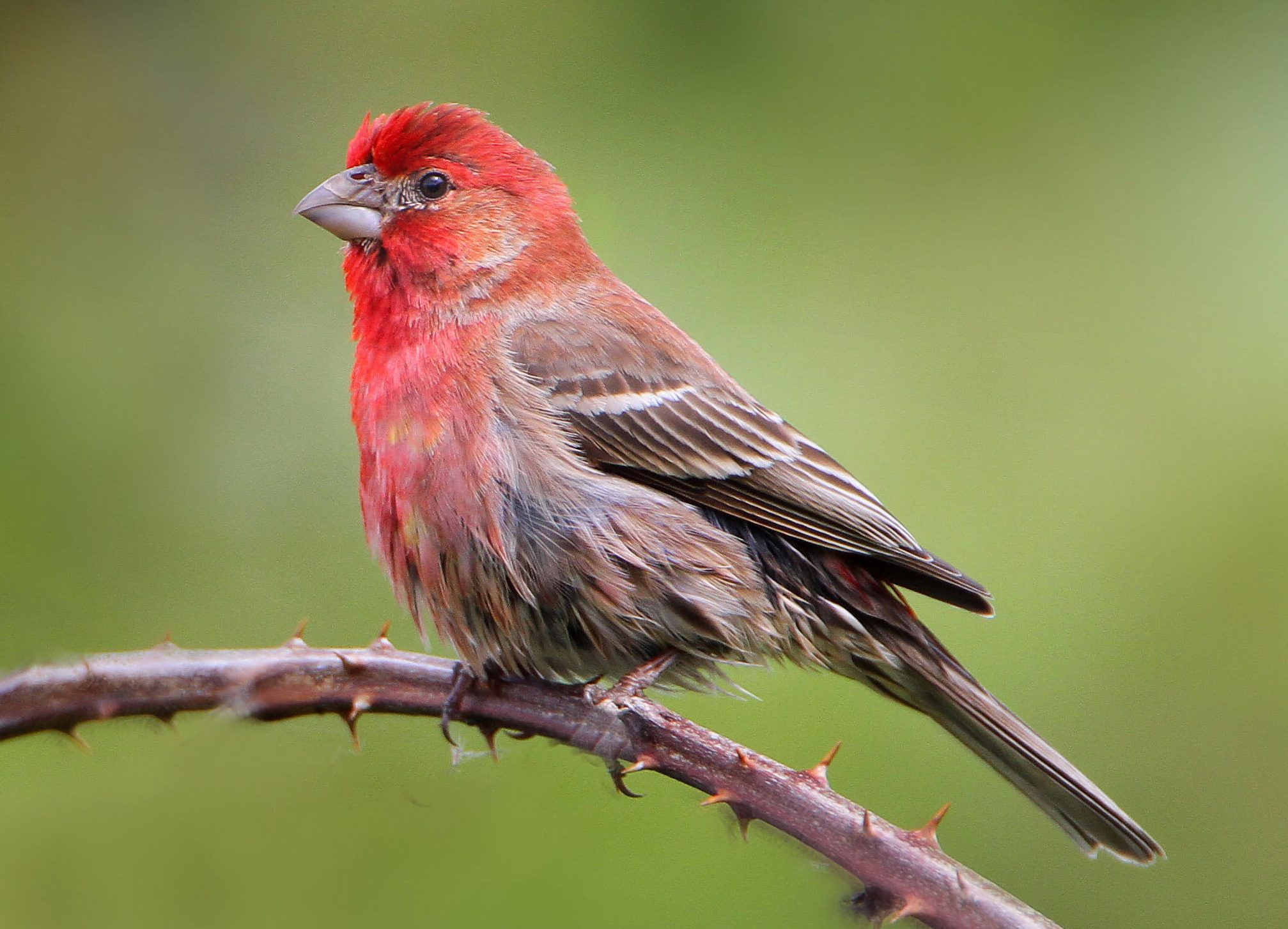
A colonização da América do Norte pelo Carpodacus mexicanus forneceu evidências empíricas do efeito Baldwin.

No entanto, em 1987, Geoffrey Hinton e Steven Nowlan demonstraram por simulação computacional que a aprendizagem pode acelerar a evolução e associaram isso ao efeito Baldwin.  Para além disso, estudos recentes auxiliam na comprovação desse efeito. Evidências empíricas envolvendo o tentilhão doméstico Carpodacus mexicanus e seu processo de colonização da América do Norte corroboram a existência do fenômeno descrito por Baldwin.

### Efeito Baldwin não é o mesmo que o Lamarckismo
O Lamarckismo é uma teoria elaborada inicialmente pelo francês Jean Baptiste Lamarck, cuja proposta defendia que organismos transmitem características físicas adquiridas por uso ou desuso para os seus descendentes.  
Embora possa ser considerado como semelhante ao Efeito Baldwin em determinados aspectos, o Lamarckismo propõe que os caracteres adquiridos de um ser são diretamente herdados de seus progenitores. O efeito Baldwin, por outro lado, postula que a capacidade de aprendizagem, uma característica geneticamente comprovada, é outra variável que contribui para a adaptação ambiental, mas o que foi aprendido não é necessariamente herdado.
O Efeito Baldwin é um fenômeno reconhecido pela síntese evolutiva moderna e comprovado cientificamente. Enquanto isso, o Lamarckismo caiu em desuso pela falta de evidências e de uma explicação comprovada de aquisição e transmissão de características. 

### Efeito Baldwin e a Teoria da dupla herança
O efeito Baldwin dialoga veemente com as ideias da Teoria da dupla herança, também conhecida como coevolução gene-cultura ou evolução biocultural, sendo ambos importantes para a compreensão da evolução humana.  
A coevolução gene-cultura demonstra como práticas culturais podem influenciar a seleção genética, resultando, em última instância, na permanência de características vantajosas  evolutivamente. Um exemplo desse fenômeno envolve a prática da criação de gado. Essa prática promoveu consumo de leite e produção de seus derivados, o qual levou a uma seleção por indivíduos que possuíam o alelo para a persistência da lactase, ou seja, que tinham tolerância à lactose e, portanto, poderiam consumir esses produtos. 
Essa manifestação cultural promoveu a ingestão de nutrientes variados presentes no leite, garantindo uma vantagem nutricional para aqueles que o consumiam. Assim, houve a seleção de indivíduos com a mutação para a persistência da lactase, resultando na fixação dessa característica na população. 
O efeito Baldwin, mesmo que elaborado décadas antes da elaboração do conceito da evolução gene-cultura, complementa a análise. O efeito defende que a capacidade de aprender e adaptar-se a novas práticas culturais, como o consumo de leite no exemplo citado, pode conferir uma vantagem seletiva. Indivíduos que conseguem aprender a explorar novas fontes de alimento e tecnologias têm maior probabilidade de sobreviver e se reproduzir. Com o tempo, essa habilidade de aprendizado pode ser reforçada geneticamente, à medida que a seleção natural favorece aqueles com maior plasticidade comportamental.

### Assimilação genética
O efeito descrito por Baldwin possui ampla relação também com o conceito de assimilação genética, proposto por C. H. Waddington, porém são conceitos distintos. Considera-se que o feito Baldwin inclui em suas ideias a assimilação genética. Enquanto o efeito Baldwin se atém à importância do aprendizado e a vantagem evolutiva  por serem mais adaptáveis, a assimilação genética explica o modo como um fenótipo inicialmente induzido por pressões ambientais pode ser, ao longo do tempo, incorporado no genótipo de uma população. 